# Руэм
Руэ́м (с мар. руэм — место вырубки) — посёлок в Медведевском районе Республики Марий Эл, административный центр Руэмского сельского поселения.
Население посёлка — 4922 человек (2021).

## География
На севере в километре от посёлка проходит автодорога федерального значения 88К-002 Йошкар-Ола Нижний-Новгород. Посёлок находится в 4 километрах на запад от районного центра посёлка городского типа Медведева, к которому примыкает своими границами, и в 6 километрах на запад от столицы республики города Йошкар-Олы. С запада к посёлку примыкает деревня Крутой Овраг, а с юго-востока — деревня Яныково.

## История
В 1937 году была образована Марийская государственная сельхозопытная станция Министерства сельского хозяйства Марийской АССР. Центральную усадьбу было решено построить недалеко от посёлка Медведево, рядом с сосновым и еловым лесом недалеко от Козьмодемьянского шоссе. Посёлок был назван Руэмом, что в переводе с марийского языка означает «место вырубки (леса)».
Бурное развитие станция получила в 1960-е годы, после того как в 1962 году её директором был назначен Дмитрий Ильич Никеев. Его называют основателем посёлка. К усадьбе была проведена асфальтированная дорога. Началось жилищное строительство: в 1963 году были построены два двухэтажных здания. В 1969 году была открыта средняя школа. В период руководства Никеева опытное хозяйство вышло на одно из ведущих мест научно-исследовательских институтов России по урожайности зернобобовых и картофеля.
В 1978 году на пост директора сельхозопытной станции выдвинули Юрия Леонидовича Горянского.
С приходом на пост директора станции Сергея Степановича Жилина было продолжено строительство посёлка. Началось возведение Дворца культуры. Как талантливый специалист сельского хозяйства, Жилин добился более высоких урожаев зерновых и картофеля.
В 1989 году опытное показательное хозяйство было преобразовано в Марийский научно-исследовательский институт сельского хозяйства.
С 2016 года идёт активная жилая застройка 5 этажными домами на юго-западе посёлка. Новый район получил название «Сосны».

## Население
| 2002  | 2010  | 2011  | 2012  | 2013  | 2014  | 2016  |
| ----- | ----- | ----- | ----- | ----- | ----- | ----- |
| 3577  | ↘3319 | ↘3309 | ↘3119 | ↗3314 | ↗3355 | ↗4080 |
| 2017  | 2018  | 2019  | 2020  | 2021  |       |       |
| ↗4176 | ↗4276 | ↗4825 | ↗4834 | ↗4922 |       |       |

Национальный состав
| № |         | Численность населения, чел. (2014) | % от всего |
| - | ------- | ---------------------------------- | ---------- |
|   | всего   | 3355                               | 100,00 %   |
| 1 | Марийцы | 1721                               | 51,30 %    |
| 2 | Русские | 1499                               | 44,68 %    |
| 3 | Татары  | 77                                 | 2,30 %     |
| 4 | Чуваши  | 44                                 | 1,31 %     |
|   | другие  | 14                                 | 0,42 %     |

## Предприятия
- Государственное научное учреждение «Марийский научно-исследовательский институт сельского хозяйства Россельхозакадемии». Крупнейшее предприятие посёлка. 56 работников.
- Государственное унитарное предприятие Республики Марий Эл «Семеноводческая станция по травам».
- Азяковское лесничество Пригородного лесхоза.

## Транспорт
Улично-дорожная сеть
Посёлку свойственна прямоугольная сеть улиц. Протяжённость уличной сети составляет 4,8 км, из которых 3,3 км асфальтированы, а 1,8 км — грунтовые.
Общественный транспорт
Посёлок Руэм является частью йошкар-олинской сети общественного транспорта. На конечную остановку общественного транспорта «Руэм» прибывают маршрутные такси № 20к (Руэм — Знаменский), 24к (Руэм — магазин «Дубки»), 30к (Руэм — Знаменский). Также автобус 6П (Руэм-Савино).

## Образовательно-воспитательные учреждения
- Муниципальное общеобразовательное бюджетное учреждение «Руэмская средняя общеобразовательная школа». Была открыта 2 октября 1969 года. 1000+ обучающихся в 50+ классах[14].
- Государственное бюджетное общеобразовательное учреждение Республики Марий Эл «Многопрофильный лицей-интернат». Создан в 1999 году по инициативе Правительства Республики Марий Эл. 201 обучающийся[15].
- Муниципальное образовательное учреждение дополнительного образования детей «Руэмская детская школа искусств». Руэмская детская музыкальная школа открыта в 1973 году на базе средней общеобразовательной школы[16].
- Муниципальное дошкольное образовательное бюджетное учреждение «Руэмский детский сад „Лесная сказка“» общеразвивающего вида. 322 обучающихся[17].
- Муниципальное дошкольное образовательное бюджетное учреждение «Руэмский детский сад „Родничок“». 160 обучающихся[18].

## Учреждения культуры
- Муниципальное бюджетное учреждение культуры «Руэмский культурно-досуговый центр».
- Руэмская библиотека.

## Здравоохранение
- Руэмская врачебная амбулатория.

## Известные жители
- Багаев, Михаил Гаврилович (1918—1998) — советский деятель сельского хозяйства. Старший научный сотрудник Марийской сельхозопытной станции (1961—1980). Заслуженный агроном Марийской АССР (1980). Член ВКП(б) с 1944 года.
- Качкин Эльгард Александрович (1936—2004) —  советский и российский деятель сельского хозяйства, преподаватель. Старший научный сотрудник, заведующий отделами Марийской сельхозопытной станции (1963—1992). Лауреат Государственной премии СССР (1982).